# Øivind Maurseth
Øivind Maurseth (* 31. Januar 1928 in Bergen; † 31. Juli 2022) war ein norwegischer Architekt.
Maurseths bekanntestes Werk ist das 1976 eröffnete Bryggens Museum im Hanseviertel Bryggen in Bergen, das 1980 mit der Betongtavlen ausgezeichnet wurde. Er erbaute auch das nahe gelegene SAS-Hotel, wobei er seine ursprünglichen Pläne nach 1975 im Sinne einer Anpassung an die Giebelhäuser des alten Hansehafens revidierte. Maurseth wurde 1983 von Europa Nostra für den 1978–82 durchgeführten Wiederaufbau der bei der Brandkatastrophe von 1955 zerstörten alten Hafenhäuser in Bergen ausgezeichnet. Der hintere Teil des Finnegaarden wurde ebenfalls 1982 unter seiner Leitung korrigiert und angepasst.